# Kafr Batna
Kafr Batna (arabiska كفر بطنا, också stavat Kfar Batna och Kafar Batna är en stad i Rif Dimashq-provinsen, i södra Syrien och en förort till Damaskus. .
Kafr Batna ligger cirka 4 kilometer öster om Bab Sharqi. Staden hade 22535 innevånare 2004. .

## Historia
Kafr Batnas namn antyder att det tidigare var en arameisk by under stenåldern. 
På 800-talet revolterade qayserna mot abbasidernas syriske guvernör. Rebellerna under ledning av Muhammad ibn Bayhas slog läger I Kafr Batna 842 f.Kr. innan de fortsatte mot Damaskus. Där fick de stöd av de omgivande byarna i Ghouta-regionen, men misslyckades ändå med upprorsförsöket.
Den arabiske geografen Abdallah ibn Jakut  (1179–1229) besökte staden 1226 under Ayyubidernas styre. Han beskrev  staden som, för att citera den engelska översättningen, ”a village in the Ghautah of Damascus” i Darayya. Han berättade också att det fortfarande fanns kvar ättlingar i Kafr Batna ur  umayyadiska dynastin, som styrde Syrien till mitten av 700-talet. 
Det Osmanska riket annekterade Syrien och därmed Kafr Batna under tidigt 1500-tal och behöll kontrollen över området fram till 1918. 

## Syriska inbördeskriget
Invånare i Kafr Batna deltog på oppositionens sida i det syriska inbördeskriget mot den syriska regeringen. Den 29 januari 2012 gick stridsvagnar från den syriska armén in i Kafr Batna för att tvinga ut rebellarmén, den Fria Syriska Armén (FSA) som hade gått i ställning där. Oppositionen har lämnat uppgifter om att fem FSA-soldater och 14 civilpersoner ska ha dött under räden..